# Winnie Hsin
Winnie Hsin (Taichung, 8 de febrero de 1962) es una cantante de baladas taiwanesa. Es conocida como la voz de soprano de su país.

## Biografía
En 1976 en Taipéi ingresó a la Escuela de Artes Hwa Kang, y en 1979 estudió música en la Universidad China de Cultura de Taipéi. Después de su graduación, fue profesora de música en la Escuela de Música Yamaha establecida en Taipéi.

## Carrera
Su primer álbum, Lonely invierno, fue lanzado en 1986. Ella ha publicado 16 álbumes hasta la fecha, bajo la etiqueta de Decca Records, Rock Records y Warner Music.

## Discografía
- 1986 - 寂寞的冬] (Lonely Winter)
- 1990 - 在你背影守候 (Waiting Behind Your Shadow)
- 1991 - 一夜之間 (In One Night)
- 1992 - 花時間 (Flower Time)
- 1994 - 領悟 (Understanding)
- 1994 - 味道(Scent)
- 1994 - 辛曉琪歷年精選 (Winnie Hsin Hits in Various Years)
- 1995 - 遺忘 (Forget)
- 1995 - Winter Light (English songs)
- 1995 - Love Runs Deep (English songs)
- 1996 - 愛上他不只是我的錯 (It's Not My Fault to Love Him)
- 1997 - 女人何苦為難女人 (Women Shouldn't be Hard on Women)
- 1997 - 滾石珍藏版金碟系列(24K Golden Selection)
- 1998 - 每個女人 (Every Women)
- 1998 - 守候辛曉琪（精選） (Waiting For Winnie Hsin)
- 1999 - 怎麼 (Why)
- 2000 - 談情看愛 (Talking About Love)
- 2001 - 永遠 (Forever)
- 2002 - 戀人啊 (Lovers)
- 2002 - 失物招領 (Lost & Find)
- 2002 - Your Scent (Japan version)
- 2002 - Lovers (Japan version)
- 2003 - 滾石香港十周年：辛曉琪 (Winnie’s Best: Rock Records Hong Kong Tenth Anniversary)
- 2003 - 梁祝音樂劇 (Butterfly Lovers Musical)
- 2004 - 我也會愛上別人的(新歌＋精選) (I Will Also Fall in Love with Someone)(Taiwan & Japan versions)
- 2007 - 愛的回答 (Answer of Love)
- 2012 - 遇見快樂 (Meet Happiness)
- 2016 - 明白 (Flow)

## Filmografía

### Programas de variedades
| Año  | Programa                           | Notas    |
| ---- | ---------------------------------- | -------- |
| 2012 | Day Day Up (Tian Tian Xiang Shang) | invitado |